# Estación de Sinaai
La estación de Sinaai es una estación de tren belga situada en Sint-Niklaas, en la provincia de Flandes Oriental, región Flamenca.
Pertenece a la línea  de S-Trein Antwerpen.

## Situación ferroviaria
La estación se encuentra en la línea línea 59 (Amberes-Gante).

## Intermodalidad
| Sinaai Station |                    |
| Autobuses de Flandes Oriental                                                                                         |                    |
| --- | ------------------ |
| \| Línea \| Recorrido \| \| ----- \| ------------------ \| \| 21 \| Meerdonk ↔ Lokeren \| \| 22 \| Hulst ↔ Lokeren \| |                    |
| Línea | Recorrido          |
| 21 | Meerdonk ↔ Lokeren |
| 22 | Hulst ↔ Lokeren    |